# デジタル一眼レフ風景撮影術入門
『デジタル一眼レフ風景撮影術入門』（デジタルいちがんレフふうけいさつえいじゅつにゅうもん）は、NHK教育テレビジョンとNHK衛星第2テレビジョンの趣味悠々で放送された全9回のテレビ番組である。

## 放送日
- 2007年4月3日 - 2007年5月29日（再放送の最終日は6月5日）
- 本放送：毎週火曜日 22:00 - 22:25
- 再放送：翌週火曜日 12:30 - 12:55
- BS2：毎週土曜日 5:30 - 5:55

## 出演
- 講師：清水哲朗（しみず てつろう）
- ゲスト：黒沢年雄（くろさわ としお）、いとうあいこ

## 内容
- 第1回：デジタルカメラの基礎知識（本放送2007年4月3日、再放送2007年4月10日）
- 第2回：花を撮る（本放送2007年4月10日、再放送2007年4月17日）
- 第3回：桜のある風景を撮る（本放送2007年4月17日、再放送2007年4月24日）
- 第4回：川や滝のある風景を撮る（本放送2007年4月24日、再放送2007年5月1日）
- 第5回：山を撮る（本放送2007年5月1日、再放送2007年5月8日）
- 第6回：海を撮る（本放送2007年5月8日、再放送2007年5月15日）
- 第7回：夕日、夕景を撮る（本放送2007年5月15日、再放送2007年5月22日）
- 第8回：新緑を撮る（本放送2007年5月22日、再放送2007年5月29日）
- 第9回：里山の風景を撮る（本放送2007年5月29日、再放送2007年6月5日）

## テキスト
- 日本放送協会・日本放送出版協会／編 『NHK趣味悠々 デジタル一眼レフ風景撮影術入門』 日本放送出版協会 ISBN 978-4-14-188443-9